# Шотландски келтски език
Вижте пояснителната страница за други значения на Шотландски език.
Шотландският келтски език (Gàidhlig, произнася се близко до галик; на английски: Scottish Gaelic), или само шотландски език, е език, който се говори в северната част на Британските острови, предимно в Шотландия.
Той е индоевропейски език от групата гойделски езици на келтските езици. Говори се също и в канадската провинция Нова Шотландия (Нова Скотия).
По данни от 2001 г. в Шотландия се говори от 58 625 души, а в Канада – от около 500 – 1000 души.